# IC 3311

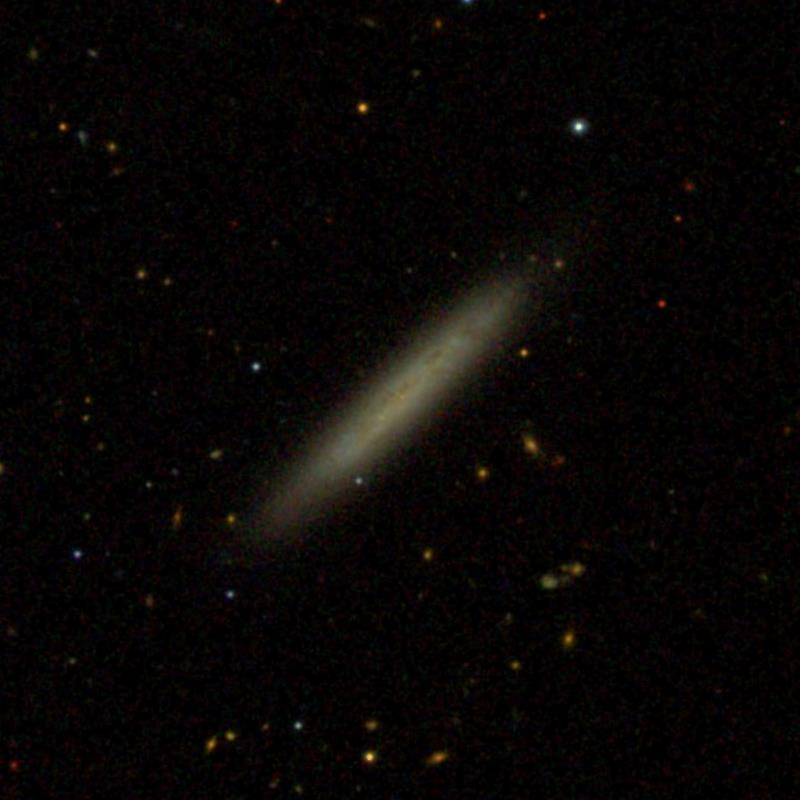

IC 3311 — галактика типу Sd () у сузір'ї Діва.
Цей об'єкт міститься в оригінальній редакції індексного каталогу.